# Giftfri förskola
Giftfri förskola är ett övergripande begrepp som myntades av Naturskyddsföreningen (SNF) 2013. Med detta avses vanligtvis att verksamheten har ett fokus på produkter som släpper ifrån sig kemikalier till omgivningen. Det är med andra ord frågan om att minska den exponering av olika kemikalier som barnens utsätts för i förskolemiljöerna och att minska emissionsnivåerna för skadliga ämnen i förskolelokalerna.

## Varför giftfri förskola?
Att kommuner i första hand valt att satsa på en giftfri förskola och inte generellt en giftfri skola beror på att de minsta barnen är mest utsatta för farliga kemikalier eftersom de får i sig högre halter i förhållande till sin kroppsvikt. De genomgår också känsliga och viktiga utvecklingsstadier där påverkan av kemikalier blir extra allvarlig. De har tunn och ömtålig hud, andas snabbare och äter och dricker mer i förhållande till sin vikt än äldre barn och vuxna. Om de utsätts för samma mängd av ett ämne kan de ändå få i sig mer. Lägg till detta att små barn ofta smakar eller slickar på föremål.

## Flera begrepp
Flera begrepp används av kommuner och av förskoleverksamheter. Det övergripande begreppet är giftfri förskola som lanserades av Naturskyddsföreningen. Ett antal kommuner har valt att göra en anpassning eller avgränsning med begreppet ”kemikaliesmart förskola”. Det är mer osäkert hur detta begrepp ska definieras. Troligen är den praktiska definitionen att kemikaliesmart innebär att arbeta med de delar förskoleverksamheten överblickar och förstår sig på och med ökande kompetens sträva efter att utöka arbetsfältet. Stockholms stad har i sin antagna kemikalieplan (2014-2019) definierat den kemikaliesmarta förskolan så här: 
| ” | En förskola där personalen har hög medvetandenivå om skadliga kemikalier i barns vardag och hur man undviker dem. En förskola som gör bra och medvetna val vid inköp, gör ständiga förbättringar och har långsiktiga planer. | „ |

## Inventering
Vid den inventering som Naturskyddsföreningen gjorde 2013 vid 129 förskoleavdelningar i 41 kommuner hittades tre centrala problemområden:
1. Livsmedel
2. Gamla prylar
3. Leksaker som inte är leksaker

## Utvecklingsområden för den giftfria förskolan
Förutom produktkontroll och medvetna val vid inköp blir städning och ventilation viktiga komponenter för att hålla emissionsnivåerna nere. Miljöinspektioner kan vara en annan viktig komponent för att eftersträva en ”giftfri miljö”. Både själva miljöinspektionen och informationen till verksamheten i samband med denna kan bidra till att förbättra förskolans nivå. Tydligt utarbetade rutiner och enkla checklistor liksom fortbildning för pedagogisk personal och skyddsombud kännetecknar också den giftfria förskolan.

## Omfattning
Vid Naturskyddsföreningens kommunenkät 2013 sa sig en tredjedel av kommunerna arbeta för en giftfri förskola. Sedan dess har andelen ökat.